# Nummernoper
Eine Nummernoper besteht aus einzelnen Musiknummern, also in sich geschlossenen musikalischen Sätzen, die durch Rezitative oder gesprochene Dialoge verbunden sind. Die Nummern können gesungen (Arie, Duett, Terzett, Quartett, Chor usw.) oder rein instrumental (z. B. Marsch) sein. Die Nummerierung half bei der Organisation der Proben, aber ermöglichte auch ein Transponieren oder Austauschen einzelner Nummern, vor allem Arien, wie es zum Beispiel bei Umbesetzungen erwünscht sein konnte.
Die Nummernoper ist im 18. Jahrhundert der Normalfall. Durch die Verbreitung des Recitativo accompagnato und die Verlängerung der Finalsätze seit dem Ende des 18. Jahrhunderts wird die Austauschbarkeit der Nummern geringer und der Aufbau der Akte dramatischer. Seit dem zweiten Drittel des 19. Jahrhunderts wird die Nummernoper mehrheitlich durch die durchkomponierte Oper ersetzt, in der es keine Zäsuren zwischen einzelnen Sätzen mehr gibt. Gewichtige Vorläufer finden sich dafür jedoch schon in den französischen Opern von Christoph Willibald Gluck und besonders Antonio Salieri (bspw. in Les Danaïdes und noch stärker in Tarare). Richard Wagner löste die Unterteilungen mit seinem Konzept der „unendlichen Melodie“ endgültig auf, und dies machte Schule. Die Nummernoper lebt aber im Vaudeville und in der Operette fort.